# Córdoba (paroisse civile)
Pour les articles homonymes, voir Córdoba.
Córdoba est l'une des cinq divisions territoriales et statistiques dont l'une des quatre paroisses civiles de la municipalité de Guanare dans l'Portuguesa au Venezuela. Sa capitale est Córdoba.